# Marcos Ricardo Barnatán
Marcos Ricardo Barnatán Hodari (Buenos Aires, Argentina, 14 de diciembre de 1946) es un poeta y crítico hispano-argentino. Es autor de más de cuarenta libros, algunos de ellos traducidos a otras lenguas.
Adquirió la nacionalidad española en 1981. Está casado con la escritora y periodista Rosa Pereda y es padre del actor, músico y novelista Jimmy Barnatán.

## Biografía
Estudió literatura en las universidades de Buenos Aires y Madrid, ciudad en la que fijó su residencia en 1965 y en cuyas editoriales publicó desde muy joven, además de editar la colección poética «Pájaros de papel». 
En la década de los setenta comenzó a colaborar en la prensa española como crítico literario en los desaparecidos periódicos Madrid, Informaciones y Pueblo, y más tarde en El País y Diario 16. Fue crítico de arte en esa época en las revistas Guadalimar y Triunfo y desde su fundación y hasta 2008 del diario El Mundo. Ha colaborado con numerosas revistas culturales de España y del extranjero, entre las que destacan Revista de Occidente, Cuadernos para el Diálogo, Ínsula, Barcarola, Cuadernos Hispanoamericanos o Letra Internacional. 
Ha publicado varios libros sobre arte contemporáneo, y es autor de numerosos trabajos sobre artistas españoles y extranjeros. Ha sido también jurado de premios y bienales de arte, entre ellos de los premios nacionales de Bellas Artes y de Fotografía. Como conferenciante ha sido invitado a disertar en numerosas ocasiones por centros culturales y universidades tanto de España como del extranjero. Ha sido además comisario de varias exposiciones en museos de España y de Argentina, entre ellas la dedicada al pintor argentino Xul Solar en el Museo Reina Sofía (2002), una antológica de Eduardo Arroyo en el IVAM valenciano (2007) y la selección fotográfica de Mario Muchnik en diversas sedes del Instituto Cervantes (desde 2017).
Es un reconocido especialista en la obra de Jorge Luis Borges, a cuyo estudio ha dedicado media docena de libros desde 1971; el último, Borges, biografía total (1996), está considerado como la biografía definitiva del escritor argentino. Como ensayista se ha interesado en otros temas, como el misticismo judío o las obras de Eduardo Sanz y Fernando Savater. 
Realizó la edición y prólogo de dos antologías de la obra del poeta Manuel Álvarez Ortega, la primera para la editorial Plaza & Janés (Barcelona, 1972) y la segunda para la colección Signos de la editorial Huerga y Fierro (Madrid, 2003).
Su obra poética ha sido traducida al inglés, francés, alemán, italiano, sueco, árabe, catalán y hebreo.

## Obra
Poesía
- Acerca de los viajes. Pájaro Cascabel, Madrid-México, 1966.
- Tres poemas fantásticos. Caffarena, Málaga, 1967.
- Los pasos perdidos. Rialp, Madrid, 1968.
- Labirintos. Cuadernos del Unicornio, Buenos Aires, 1969.
- Muerte serena. Caffarena, Málaga, 1969.
- El libro del talismán. Bezoar, Madrid, 1970.
- Arcana mayor (con dibujos de Peter Cohen). Visor, Madrid, 1973.
- Huevos (con 4 grabados de Adolfo Barnatán). La Moneda de Hierro, Madrid, 1978.
- La escritura del vidente (con dibujos de Martín Chirino). La Gaya Ciencia, Barcelona, 1979.
- El oráculo invocado (1965-1983). Visor, Madrid, 1984.
- Cinco poemas de David Jerusalem. Tapir, Madrid, 1986.
- El libro de David Jerusalem. Barcarola, Albacete, 1992; 2.ª ed.: El libro de David Jerusalem y otros poemas. Colección Ars Poetica, Siero, 2017.
- August (con 5 aguafuertes de Miguel Condé). Sen, Madrid, 1994.
- Consulado general (selección) (con un grabado de Eugenio Granell). Kábala, Madrid, 1995; ed. completa: Tusquets, Barcelona, 2001.
- Luna negra (ed. bilingüe castellano-catalán) (con 9 litografías de Pep Coll). Edicions 6a Obra Gràfica, Palma de Mallorca, 1995.
- El alma que canta (con collages del autor). Sen, Madrid, 1998.
- El techo del templo (antología). Huerga & Fierro, Madrid, 1999; (selección) (con grabados de Miguel Rasero): Tabelaria, Barcelona, 2003; ed. completa: Alción Editora, Córdoba (Argentina), 2003.
- Poesía en la Residencia. Residencia de Estudiantes, Madrid, 2000.
- Naipes marcados (con 5 grabados de Ricardo Horcajada). Del Centro Editores, Madrid, 2006; selección: Aula Díez Canedo, Asociación de Escritores Extremeños, Badajoz, 2007; ed. conjunta con El techo del templo: Libros del Aire, Madrid, 2010; ed. corr. y aum.: Sediento Ediciones, México, 2013.
- Sobre la poesía y los poetas (antología). Planeta Clandestino, Logroño, 2013.
- Y más pudo la muerte (antología). Ayuntamiento de Logroño, Logroño, 2015.
- Todas las noches del mundo (1965-2015). Zenócrate, Bogotá, 2017.

Ensayo
- Jorge Luis Borges (biografía). Ediciones y Publicaciones Españolas, Madrid, 1972.
- Borges, el poeta. Júcar, Madrid.1972.
- La Kábala, una mística del lenguaje. Barral Editores, Barcelona, 1974; 3.ª ed.: Akal. Madrid, 1993.
- Acontecimientos que cambiaron la historia. Planeta, Madrid, 1975.
- Las metáforas de Eduardo Sanz. Rayuela, Madrid, 1976.
- Conocer Borges y su obra. Dopesa, Barcelona, 1978; 2.ª ed.: Barcanova. Barcelona, 1984.
- Jorge Luis Borges: Narraciones (edición). Cátedra, Madrid, 1980.
- Fernando Savater contra el todo. Anjana, Madrid, 1984.
- El Zohar. Lecturas básicas de la Kábala. Ediciones del Dragón, Madrid, 1986; 2.ª ed.: EDAF, Madrid, 1996.
- Madrid, teatro de miradas. El arte de los 90. Ediciones Libertarias, Madrid, 1995.
- Borges: biografía total. Temas de Hoy, Madrid, 1995; 2.ª ed.:, 1998; dos eds. en Planeta Colombiana, Bogotá, 1996.

Narrativa
- El laberinto de Sión. Barral Editores, Barcelona, 1971; 2.ª ed.: Anjana Ediciones, Madrid, 1986.
- Gor. Barral Editores, Barcelona, 1973.
- Diano. Jucar, Madrid, 1982.
- El horóscopo de las infantas (relatos). Ediciones del Dragón, Madrid, 1988.
- Con la frente marchita. Versal, Barcelona, 1989; 2.ª ed.: Losada, Buenos Aires, 1990.
- La república de Mónaco (relatos completos). Seix Barral, Barcelona, 2000.
- Arsénico en Longwood House (con grabados de José Manuel Ciria). Sen, Madrid, 2001.
- Dos mil y unas noches (diario). Alhulia Editorial, Granada, 2005.
- Esperando a Nostradamus (con 3 dibujos de Pablo Sobisch). Del Centro Editores, Madrid, 2014.
- Errante en la sombra (relatos). El Desvelo, Santander, 2015.
- Que alguien escriba su verdadero nombre (cuentos reunidos). Zenócrate, Bogotá, 2017.

Traducción
- Antología de la Beat Generation. Plaza & Janés, Barcelona, 1970.
- Antonin Artaud: El pesanervios, Visor, Madrid, 1976.
- La epopeya de Gilgamesh (versión libre) Lumen, Barcelona, 1986.

Libros traducidos
- Conhecer Borges e a sua obra (trad.: José Bento). Editora Ulisseia, Lisboa, 1978.
- Mitternacht/Medianoche (antología poética bilingüe) (trad.: Angelika Lochmann, Adolfo Murguía). Claudia Gehrke Verlag, Tübingen, 1992.
- Att anropa oraklet (antología poética) (trad. y prol.: Lasse Söderberg). Ellerströms, Lund, 1997.
- A Bilingual Anthology of Contemporary Spanish Poetry The Generation of 1970 (trad.: Luis A. Ramos-Garcia, Dave Oliphant; introd.: Miguel Casado). Edwin Mellen Press, Nueva York, 1997.

## Premios
- 1967 - Accésit del Premio Adonáis de Poesía por Los pasos perdidos.
- 1972 - Accésit del Premio Barral de Novela por Gor.
- 1992 - Premio Internacional de Poesía Barcarola por El libro de David Jerusalén.

- Datos: Q4078380